# Forholdet mellem Danmark og Tyskland
Det bilaterale forhold mellem Danmark og Tyskland er repræsenteret ved fra dansk side en ambassade i Berlin og tre generalkonsulater i hhv. Flensborg, Hamborg og München, mens Tyskland har en ambassade i København samt en række honorære konsuler, herunder én i Thorshavn, Færøerne, og én i Nuuk, Grønland. Begge lande er fulde medlemmer af NATO og Den Europæiske Union. Landegrænsen mellem landene har været ændret flere gange gennem tiden, med den nuværende grænse bestemt ved en folkeafstemning i 1920. Den dansk-tyske grænse bliver ofte nævnt som et positivt eksempel for andre grænseregioner. Der findes betydelige mindretal på begge sider af grænsen, og der bliver ofte igangsat grænseoverskridende samarbejde.

## Sammenligning af landefakta
|                                         | Kongeriget Danmark                                   | Forbundsrepublikken Tyskland |
| --------------------------------------- | ---------------------------------------------------- | ---------------------------- |
| Indbyggertal                            | 5.659.715                                            | 80.200.000                   |
| Areal                                   | 43.098 km²                                           | 357.021 km²                  |
| Befolkningstæthed                       | 131 pr. km²                                          | 230 pr. km²                  |
| Hovedstad                               | København                                            | Berlin                       |
| Største by                              | København                                            | Berlin                       |
| Styreform                               | Konstitutionelt monarki med parlamentarisk demokrati | Forbundsrepublik             |
| Statsoverhoved                          | Margrethe 2.                                         | Frank-Walter Steinmeier      |
| Regeringschef                           | Mette Frederiksen                                    | Olaf Scholz                  |
| Officielt sprog                         | Dansk                                                | Tysk                         |
| BNP pr. indb.(2017) (Købekraftsparitet) | 49.170 USD                                           | 49.950 USD                   |